# Gucci (Bree Runway)
Gucci è un singolo della rapper britannica Bree Runway, pubblicato il 23 luglio 2020 nella raccolta 2000and4Eva, pubblicata per intero il 6 novembre 2020 dalla Virgin Records.

## Descrizione
La cantante Bree Runway aveva già annunciato l'uscita del suo nuovo singolo sul suo account Instagram il 19 luglio 2020, pubblicando nel post anche la copertina della raccolta e a un timer per il conto alla rovescia all'uscita della canzone. In previsione dell'uscita del singolo, Runway ha poi postato anche su Twitter le foto del backstage ed il testo della canzone.
Gucci, assieme agli altri 2 singoli usciti precedentemente Apeshit e Damn Daniel (feat con Young Baby Tate), compone il mixtape di debutto della Runway, 2000and4Eva, che la cantante ha detto di aver composto durante il lock-down per via della Pandemia di COVID-19. Infatti la Runway ha affermato in un'intervista: "Ho dovuto affrontare me stessa e le mie paure a testa alta durante il lock-down, e dalle mie riflessioni lei è nata [2000and4Eva]".

## Video musicale
Il videoclip, diretto da Tash Tung, è stato girato durante il 2020 e, per causa COVID, in isolamento, costringendo il corpo di ballo e la cantante a girare le scene separatamente; il video musicale è stato pubblicato assieme alla canzone il 23 luglio 2020. Nel video la cantante è circondata e vestita di diamanti, simbolo di celebrazione della bellezza della pelle nera.
Poi è stato annunciato, il 17 agosto 2020, e rilasciato, il 18 seguente, anche un video di danza gli account social di Bree.

## Accoglienza

### Critica musicale
La canzone è stata elogiata dalla critica musicale per la sua ritmica orecchiabile e la sua musicalità; per esempio Sandra Song, scrivendo per Paper, ha apprezzato la canzone, definendola "inno potente ma giocoso, celebrativo e ricco di molta sfacciataggine".
La canzone è stata addirittura inclusa nella lista "The Best Music of 2020" dalla rivista britannica I-D. Anche il NME ha acclamato il brano così come l'intero mixtape, assegnandogli 4 stelle su 5 e descrivendolo come "audace e aggressivo, ma dolce all'ascolto".